# 松本強
松本 強（まつもと つよし、1904年〈明治37年〉1月1日 - 1980年〈昭和55年〉12月28日）は、日本の軍人。最終階級は陸軍少佐。陸軍航空隊パイロット。漫画家の松本零士の父。

## 人物
歩兵科軍曹であった1924年（大正15年）に所沢陸軍飛行学校で第20期操縦学生を修了し、のち下士官候補者として陸軍工兵学校に入校。在学中に陸軍少尉候補者第10期に合格し、陸軍士官学校と陸軍航空士官学校を修了。1931年（昭和6年）3月に陸軍航空兵少尉に任じられ、飛行第4連隊に配属。日中戦争で連隊主力が第8大隊として抽出されると、残った95式戦3機と軍曹一人、兵若干名を率いて戦闘中隊を編成し、10月以降内地での戦技訓練を請け負う。北九州の防空演習では単機で探照灯や高射砲の目標機を担当した。
明野陸軍飛行学校卒業後、飛行第9戦隊第1中隊長として満州に赴任。
帰国後は、岐阜県の各務原飛行場や兵庫県明石市の川崎航空工業にてテストパイロットを務めた。また、日本学生航空連盟関西支部派遣将校を兼務しており、盾津や伊丹まで99式高等練習機を操縦してくることもあったという。
1944年（昭和19年）、兵庫県加古郡（現在の加古川市）で新規編成された第32教育飛行隊隊長に就任し、まもなく南方戦線のフィリピン・ネグロス島はラカルロタ飛行場に派遣、特別操縦見習士官第1期生の教育を請け負う。しかし、教育を終えて間もない同年9月12日、米軍の空襲で部隊は壊滅的被害を受ける。当時、松本は会議のため不在で、練度の未熟さから迎撃禁止を命じていたにもかかわらず、97式戦闘機22機、1式戦闘機2機が迎撃に上がり、うち12機が撃墜されてしまった。子の松本零士によれば、松本は生前このことを生涯悔やんでいたという。
翌1945年（昭和20年）、マレーシア・ケダ州ケチルの第27錬成飛行隊長に転じ、タイで終戦を迎えた。英軍の武装解除を受け、2年半の拘留を経て復員。
戦後は公職追放となり、同じく愛媛県出身の妻の実家がある喜多郡の山奥で1～2年ほど家族と炭焼きをして過ごした。北九州市に移住後は、露店で八百屋をしていた。航空自衛隊への参加は断り続けていたという。
子には漫画家の松本零士と、工学者の松本將がおり、零士の代表作『宇宙戦艦ヤマト』の艦長沖田十三は強がモデルである。

## 経歴
- 1925年（大正14年）9月 - 第20期操縦学生として所沢陸軍飛行学校入学（～1926年（大正15年）4月26日修了[12][13]）
- 1930年（昭和5年） - 陸軍工兵学校入学（下士官候補者第19期）、教導大隊第2中隊第4区隊第8班[14]
- 陸軍士官学校と陸軍航空士官学校で学び[15]陸軍少尉候補者第10期修了。
- 1931年（昭和6年）3月11日 - 任 陸軍航空兵少尉[16]・補 飛行第四連隊付[17]。
- 1933年（昭和8年）12月20日 - 陸軍航空兵中尉[1]
- 1937年（昭和12年）7月ごろ - 飛行第4連隊戦闘中隊長
- 1939年（昭和14年）
  - 9月9日 - 明野陸軍飛行学校入学（～10月6日、当時大尉）[18]
  - 12月 - 飛行第9連隊第1中隊長（～1941年10月[5]）
- 1941年（昭和16年）ごろ - 各務原陸軍飛行場
- 1942年（昭和17年）ごろ - 川崎航空工業監督官兼日本学生航空連盟関西支部派遣将校
- 1944年（昭和19年）2月1日 - 第32教育飛行隊隊長[19]。
- 1945年2月28日 - 第27錬成飛行隊長

## 栄典
位階
- 1931年（昭和6年）4月1日 - 正八位[20]
- 1934年（昭和9年）2月1日 - 従七位[21]
- 1943年（昭和18年）11月1日 - 正七位[22]

勲章
- 勲六等旭日章[1]
- 功五級金鵄勲章[1]
- 1939年（昭和14年）4月13日 - 勲五等瑞宝章[23]。
- 1940年（昭和15年）11月10日 - 紀元二千六百年祝典記念章[24]

外国勲章佩用允許
- 1934年（昭和9年）5月9日 - 満州帝国：勲六位景雲章[25]

## 家族
- 長男：松本零士 - 漫画家
- 次男：松本將 - 工学者